# Christian Bojidar
Christian Bojidar Müller (* 1986 in Braunschweig) ist ein deutscher Schauspieler.

## Leben
Christian Bojidar wurde als Sohn eines deutschen Vaters und einer bulgarischen Mutter geboren. Sein Vater war Montageleiter im Außendienst, seine Mutter Lehrerin. Seine Kindheit verbrachte Bojidar, bedingt durch Auslandseinsätze des Vaters, teilweise u. a. in Kenia und Guatemala. Die Schule besuchte er hauptsächlich in Braunschweig, wo er aufs Gymnasium ging und zum Schülervertreter gewählt wurde.
Erste Bühnenerfahrungen sammelte er 2008–2009 beim Theater Total in Bochum, als er dort den Marquis Posa in Don Karlos spielte. Von 2009 bis Sommer 2012 absolvierte er sein Schauspielstudium an der Schauspielschule Charlottenburg in Berlin. Während seiner Ausbildung wirkte er 2010 als Tänzer in dem Tanzstück Alte Liebe von Britta Pudelko und Stephan Müller im DOCK 11 (Berlin) mit. 2013 inszenierte er, basierend auf 22.000 Facebook-Kommentaren, in Berlin die dokumentarische Theaterperformance Trust me. I‘m an Activist, bei der er auch als Schauspieler auf der Bühne stand.
Ab der Spielzeit 2013/14 war er bis 2017 festes Ensemblemitglied am Landestheater Schwaben. Dort spielte er Rollen des klassischen und modernen Theaterrepertoires, u. a. den Tempelherrn in Nathan der Weise, den Trollkönig in Peer Gynt, Neoptolemos in Philoktet von Heiner Müller und den Craig in der Stripper-Komödie Ladies Night. Außerdem wirkte er in mehreren Kinder- und Jugendtheaterproduktionen mit. 2015 inszenierte er mit 26 Flüchtlingen und Asylsuchenden aus Eritrea, Somalia und dem Senegal den Theaterabend Welcome to Germany.
Christian Bojidar stand auch für einige Film- und Fernsehproduktionen vor der Kamera. 2012 spielte er die Hauptrolle in dem Tanzspielfilm Lafnetscha der italienischen Choreografin Veronika Riz. Außerdem hatte er Episodenrollen in den TV-Reihen Unter Verdacht (2016, als bulgarischer Bauvorarbeiter Petko an der Seite von Samuel Finzi) und Der Zürich-Krimi (2020, als Wachmann Sherdan Berashi).
2020 spielte er den Schauspieler Dieter Schidor in Oskar Roehlers Fassbinder-Hommage Enfant Terrible.
Ab September 2021 war Christian Bojidar in der Kika-Serie Echt als Klassenlehrer Paul Schuhmann zu sehen. In der 20. Staffel der ZDF-Serie SOKO Wismar (2024) übernahm er in einer Doppelfolge die Rolle des Auftragskillers Leon Eisenberg.
2018 schloss er seine Ausbildung zum Yoga-Lehrer ab. Christian Bojidar lebt in Berlin. Im Februar 2021 outete er sich im Rahmen der Initiative #actout im SZ-Magazin mit 185 anderen lesbischen, schwulen, bisexuellen, queeren, nicht-binären und trans* Schauspielern.

## Filmografie (Auswahl)
- 2016: Unter Verdacht: Betongold (Fernsehreihe)
- 2020: Der Zürich-Krimi: Borchert und die tödliche Falle (Fernsehreihe)
- 2020: Enfant Terrible
- 2021–2022: Echt (Fernsehserie)
- 2023: Die Heiland – Wir sind Anwalt (Fernsehserie, Folge Der Stalker)
- 2024: SOKO Wismar (Fernsehserie, Folge Karoline Undercover)
- 2024: Bad Director
- 2024: Finsteres Herz – Die Toten von Marnow 2 (Fernsehserie)
- 2025: Notruf Hafenkante (Fernsehserie, Folge Verrat)